# Karnosin
Karnosin je dipeptid tvořený dvěma aminokyselinami, beta-alaninem a histidinem. Vyskytuje se v lidském organismu, nejvíce v kosterních svalech, srdci, játrech a některých částech mozku. Karnosin lze vstřebávat jednak ze stravy, prodává se také jako potravinový doplněk. Hlavními zdroji karnosinu ve stravě jsou maso, ryby, vejce a v menší míře i mléko. Karnosin byl objeven ruským vědcem Vladimirem S. Gulevičem na počátku 20. století.

## Funkce
Karnosin je především pufr (látka udržující stabilní pH uvnitř buněk). Může hrát roli také v regulaci vstupu vápenatých iontů do buněk, svalového stahu, ochraně před kyslíkovými radikály a nechtěnou glykací v buňkách.

## Jako potravní doplněk
Karnosin je podáván jako potravní doplněk. Skutečná účinnost v jednotlivých indikacích však mnohdy není dostatečně prokázána. Udává se jeho pozitivní vliv na hybnost kosterní svaloviny, zejména u starších osob, na zpomalování stárnutí a kognitivní funkce. Chybí však dostatečně relevantní data. Používání karnosinu u autistických pacientů je podpořeno jednou studií z roku 2002; dvě studie z roku 2018 významné zlepšení stavu autistických pacientů nepozorují.